# أم كلثوم بنت العباس
أم كلثوم بنت العباس بن عبد المطلب الهاشمية، صحابية، وابنة عم رسول الله .

## نسبها
هي أُم كُلْثُوم بنتُ العَبَّاس بن عبد المُطَّلب بن هاشم بن عبد مناف بن قُصيّ، وأمها أم ولد، وذكر ابن الأثير الجزري أن والدة أم كلثوم بنت العباس هي: أم سَلَمة بنت مَحْمية بن جَزْء الزبيدي.

## سيرتها
جاء في كتاب الدرة اللطيفة في الأنساب الشريفة أن في صحبتها خلاف. وقال ابْنُ مَنْدَه: أدركت النبيَّ ، ثم أخرج بسنده، عنها قالت: قال رسول الله : «إِذَا اقْشَعَرَّ جِلْدُ الْعَبْدِ مِنْ خَشْيَةِ اللهِ تَحَاتَّتْ عَنْهُ خَطَايَاهُ، كما يتحات عن الشجرة البالية ورقها». وأخرجه الطّبراني، عن أم كلثوم بنت العبّاس، عن العبّاس، قال ابن حجر: «وهو الصّواب»، وكذلك أخرجه ثَابِتُ في «الدَّلَائِلَ»، من طريق الليّث بن سعد، عن عبيد الله ابن أبي جعفر، عن أم كلثوم بنت العبّاس عن أبيها. وقال أَبُو نُعَيْمٍ: سقط العبّاس من مسند ابن منده.
وذكر ابن الأثير الجزري أن أمها أم سلمة بنت محمية بن جزء الزّبيدي، وأنها كانت زوج الحسن بن علي، فولدت له محمدًا وجعفرًا، ثم فارقها، فتزوَّجها أبو موسى الأشعريّ، فولدت له موسى، ثم مات عنها فتزوّجها عمران بن طلحة، ثم فارقها فرجعت إلى دار أبي موسى فماتت بها، ودفنت بظاهر الكوفة. وصحح ابن حجر العسقلاني كلام ابن الأثير وقال: «وهذا كله إنما هو لأم كلثوم بنت الفضل بن العبّاس بن عبد المطّلب، وقصّة تزويج الفضل بنت محمية ثابتة في صحيح مسلم، وقصّة تزويج أبي موسى أمّ كلثوم بنت الفضل بن العباس ثابتة في طبقات ابن سعد».

## روايتها للحديث
- روت عن: العباس بن عبد المطلب.[9][10]
- روى عنها: عبيد الله بن أبي جعفر، ومحمد بن إبراهيم.[9][10]